# Guido Zendron
Dom Guido Zendron (Lisignago, 7 de março de 1954) é o atual bispo da Diocese de Paulo Afonso.
Fez os estudos primários e secundário no seminário de Trento, sendo ordenado sacerdote no dia 26 de junho de 1978 e incardinado na sua arquidiocese natal.
Pertecendo ao clero da arquidiocese de Trento (Itália), desde 1994 quando chegou ao Brasil servia à Igreja na Arquidiocese de Salvador, como sacerdote fidei donum, onde desenvolveu várias funções, desde reitor do Santuário Nossa Senhora Educadora até vigário e pároco, diretor espiritual da Faculdade Social da Bahia, coordenador de catequese, entre outras funções.
No dia 12 de março de 2008 Bento XVI o nomeou bispo titular da então vacante diocese de Paulo Afonso. O Arcebispo de São Salvador da Bahia, cardeal Geraldo Majella Agnelo, o consagrou em 17 de maio do mesmo ano; Os co-consagradores foram o bispo auxiliar de São Salvador da Bahia, João Carlos Petrini, e o arcebispo de Trento, Luigi Bressan, com posse em 25 de maio de 2008.